# هانس هورست ماير
هانس هورست ماير (بالألمانية: Hans Horst Meyer)‏ هو عالم أدوية وطبيب ألماني، ولد في 17 مارس 1853 في تشيرنياخوفسك في روسيا، وتوفي في 6 أكتوبر 1939 في فيينا في النمسا.